# Maltesische Badmintonmeisterschaft 2019
Die Maltesische Badmintonmeisterschaft 2019 fand am 24. April und am 15. Mai 2019 in Cottonera und Kirkop statt.

## Sieger und Platzierte
| Disziplin    | Gold                                    | Silber                           | Bronze                                   |
| ------------ | --------------------------------------- | -------------------------------- | ---------------------------------------- |
| Herreneinzel | Matthew Abela                           | Stefan Salomone                  | Sam Cassar                               |
| Herreneinzel | Matthew Abela                           | Stefan Salomone                  | Nigel Degaetano                          |
| Dameneinzel  | Fiorella Marie Sadowski                 | Michaela Ellul                   | Francesca Clark                          |
| Dameneinzel  | Fiorella Marie Sadowski                 | Michaela Ellul                   | Sarah Azzopardi                          |
| Herrendoppel | Mark Abela Sam Cassar                   | Nigel Degaetano Stephen Ferrante | Isaac Ellul Luigi Grech                  |
| Herrendoppel | Mark Abela Sam Cassar                   | Nigel Degaetano Stephen Ferrante | Samuel Calì Stefan Salomone              |
| Damendoppel  | Yanika Polidano Fiorella Marie Sadowski | Michaela Ellul Tiziana Mifsud    | Eleanor Abela Francesca Clark            |
| Damendoppel  | Yanika Polidano Fiorella Marie Sadowski | Michaela Ellul Tiziana Mifsud    | Ann Marie Bezzina Melanie Grech          |
| Mixed        | Sam Cassar Francesca Clark              | Nigel Degaetano Yanika Polidano  | Mark Abela Ann Marie Bezzina             |
| Mixed        | Sam Cassar Francesca Clark              | Nigel Degaetano Yanika Polidano  | Stephen Ferrante Fiorella Marie Sadowski |